# コルボッコロ
『コルボッコロ』は、糸曽賢志が企画し、ほぼ一人で完成まで導いたオリジナルアニメ作品。2007年に自主制作版が製作され、2019年に自主制作版をリニューアルして新たなシーンを追加した劇場版が公開された。

## 自主製作版
東京都の支援により誕生したアニメクリエーターを発掘、育成する事業「動画革命東京」で第一期支援作品に選定された作品。2007年に約20分の映像が制作された。プロデュースはアニマトリックスのプロデュースや新海誠を発掘した竹内宏彰率いる株式会社シンクの子会社、動画革命東京が担当。2005年8月に導入された新しい組合制「LLP（有限責任事業組合制度）」を導入しており、企画者である糸曽賢志と動画革命東京で制作母体「コルボッコロLLP」を設立。 
2007年にUHF局系『ショートDEアニメ魂』、NHK総合テレビジョン『未来観測 つながるテレビ@ヒューマン』、TBS『オビラジR』『ランク王国』等のテレビ番組で作品のメイキング映像や企画概要の紹介が放送された。2008年5月23日 - 6月2日にかけて株式会社ISAO、株式会社角川モバイル、株式会社ドーガ堂、株式会社フロントメディアと協業し、モバイル業界初の「合同ケータイ試写会」をi-modeにて行った。
2008年2月にはインドの大手アニメ製作会社DQ Entertainment plcと劇場版映画について、国際展開を前提とした共同制作に向けての覚書を締結した。2009年10月15日より任天堂の家庭用ゲーム機向け動画配信サービス「みんなのシアターWii」内にて期間限定配信、2010年8月27日よりiPhoneアプリとして期間限定配信、2011年にマンガ喫茶、ネットカフェ向けの動画サイト「ふらっと動画」にて期間限定配信。
環境省主催の2007年度「eco japan cup」にて準グランプリ、東京国際アニメフェアが主催する東京アニメアワード2008にて企業賞、経済産業省が主催する2011年度「CMTアワード」にて大賞・国際賞を受賞。アメリカで開催された「2008 JAPAN FILM FESTIVAL（ロサンゼルス）」、「Kids World Cinema 2011（ワシントン）」にて招待上映。また2012年には経済産業省からの選出により「香港ライセンシングショー」へ出展、2013年にはユニジャパンからの選出によりカンヌ国際映画祭にて招待上映した。

### キャスト
- 鈴 - 加藤英美里
- コルボッコロ - 加藤英美里
- すいか - 宮田幸季
- 満福 - 河本邦弘
- 家庭教師 - 上田純子

### スタッフ
- 企画・原作・脚本・監督・アニメーション制作 - 糸曽賢志
- 美術設計 - 工藤剛一
- アニメーション協力 - ムークアニメーション
- 音楽 - ツルノリヒロ
- 音響監督 - なかのとおる
- エグゼクティブプロデューサー - 竹内宏彰、森祐治
- 主題歌 - 遠い人/作詞・作曲 - 花実、編曲 - ツルノリヒロ
- 製作・著作 - KENJI STUDIO

## 劇場版
製作委員会方式とは異なる手法を用いており、作品における著作権をすべて糸曽賢志が持ちながら製作される劇場アニメーション。2019年6月10日にフィンランド大使館にて製作発表会が行われた。同時上映のオリジナルアニメーション『サンタ・カンパニー 〜クリスマスの秘密〜』と物語がリンクした作りになっている。2019年9月23日に主演の鈴役を女性アイドルグループ乃木坂46の元メンバーの西野七瀬が務めると同時に、声優初挑戦であることが発表された。

### あらすじ（劇場版）
様々な文明や宗教が混在する世界を舞台に、不思議な力を持つ巫女の血を継承する14歳の少女「鈴」が、自然の精霊「コルボッコロ」と出会い、自分の在るべき姿を考え、進むべき道を模索していくSFエコファンタジー作品。ある日、鈴は決して足を踏み入れてはいけないと伝わる「開かずの間」で不思議な種を拾う。それが引き金となり街の隠された秘密を知ることになった彼女の運命は思わぬ方向へと進んでいく。

### キャスト（劇場版）
- 鈴 - 西野七瀬
- コルボッコロ - 大森日雅
- すいか - 原奈津子
- 満福 - 茶風林
- 美琴 - 小見川千明

### スタッフ（劇場版）
- 原作・脚本・監督・アニメーション制作 - 糸曽賢志
- 音楽 - SUPA LOVE
- 主題歌 - 天月-あまつき-「アイビー」
- 音響制作 - BloomZ
- 企画・プロデュース - スターリーキューブ
- 配給 - キグー
- 著作 - KENJI STUDIO